# Fußball-Bundesliga 2003-2004 (Austria)
L'edizione 2003-2004 del campionato di calcio della Bundesliga vide la vittoria finale del Grazer AK.
Capocannoniere del torneo fu Roland Kollmann (Grazer AK), con 27 reti.

## Classifica finale
|     | Classifica            | G  | V  | N  | P  | GF | GS | Pt |
| --- | --------------------- | -- | -- | -- | -- | -- | -- | -- |
| 1.  | Grazer AK             | 36 | 21 | 9  | 6  | 62 | 32 | 72 |
| 2.  | Austria Vienna        | 36 | 21 | 8  | 7  | 63 | 31 | 71 |
| 3.  | Pasching              | 36 | 17 | 12 | 7  | 59 | 41 | 63 |
| 4.  | Rapid Vienna          | 36 | 16 | 9  | 11 | 50 | 47 | 57 |
| 5.  | Schwarz-Weiß Bregenz  | 36 | 11 | 12 | 13 | 47 | 58 | 45 |
| 6.  | Admira Wacker Mödling | 36 | 11 | 9  | 16 | 42 | 49 | 42 |
| 7.  | Austria Salisburgo    | 36 | 11 | 5  | 20 | 44 | 48 | 38 |
| 8.  | Mattersburg           | 36 | 9  | 10 | 17 | 39 | 61 | 37 |
| 9.  | Sturm Graz            | 36 | 8  | 11 | 17 | 39 | 52 | 35 |
| 10. | Kärnten               | 36 | 7  | 11 | 18 | 36 | 62 | 32 |

### Verdetti
- Grazer AK Campione d'Austria 2003-04.
- Kärnten retrocesso in 1. Liga.